# Гамільтонів граф

Гамільтонів цикл у додекаедрі.

Га́мільтонів гра́ф — в математиці це граф, що містить гамільтонів цикл.
Га́мільтонів шля́х — шлях, що містить кожну вершину графу рівно один раз. Гамільтонів шлях, початкова і кінцева вершини якого збігаються, називається гамільтоновим циклом.
Гамільтонові шлях, цикл і граф названі на честь ірландського математика Вільяма Гамільтона, який вперше визначив ці класи, дослідивши задачу «навколосвітньої подорожі» по додекаедру, вузлові вершини якого символізували найбільші міста Землі, а ребра — дороги, що їх з'єднують.
Хоч вони й названі на честь Гамільтона, гамільтонові цикли в многогранниках раніше вивчав Томас Кіркман, який, зокрема, навів приклад многогранника без гамільтонових циклів. Ще раніше гамільтонові цикли і шляхи в графі ходів коня на шахівниці, маршрути коня, вивчав індійський математик IX століття Рудрата, і приблизно в той самий час арабський математик аль-Адлі. У XVIII столітті в Європі маршрут коня публікували Абрахам де Муавр і Леонард Ейлер.
Задачу знаходження гамільтонового циклу можна використати як основу для доведення з нульовим пізнанням.

## Умови існування

### Умова Дірака (1952)
Нехай {\displaystyle p} — число вершин в даному графі; якщо степінь кожної вершини не менший, ніж {\displaystyle {\frac {p}{2}}}, то граф називається графом Дірака. Граф Дірака — гамільтонів.

### Умова Оре (1960)
{\displaystyle p} — число вершин у даному графі. Якщо для будь-якої пари несуміжних вершин {\displaystyle x}, {\displaystyle y} виконано нерівність {\displaystyle d(x)+d(y)\geqslant p,} то граф називаваєтся графом Оре (словами: сума степенів будь-яких двох несуміжних вершин не менша від загального числа вершин у графі). Граф Оре — гамільтонів.

### Умова Бонді— Хватала
Теорема Бонді — Хватала узагальнює твердження Дірака і Оре. Спочатку визначимо замикання графу. Нехай у графу {\displaystyle G\;} є {\displaystyle p\;} вершин. Тоді замикання {\displaystyle cl(G)\;} однозначно будується за G додаванням для всіх несуміжних вершин {\displaystyle x\;} і {\displaystyle y\;}, у яких виконується {\displaystyle d(x)+d(y)\geqslant p}, нового ребра {\displaystyle uv\;}.
Граф є гамільтоновим тоді і тільки тоді, коли його замикання — гамільтонів граф.

## Приклади
- Будь-який повний граф є гамільтоновим.
- Усі цикли є гамільтоновими графами.
- Усі правильні многогранники є гамільтоновими графами.